# مسجد الفرقان
مسجد الفرقان هو مسجد يقع في منطقة وودسايد وسط غلاسكو، إسكتلندا. هو أكبر مسجد في غلاسكو بعد مسجد غلاسكو المركزي. يتسع المسجد لحوالي 500 مصلٍ.

## وصلات خارجية
- مسجد الفرقان «غلاسكو» الموقع الرسمي